# صخره‌پر (پرنده)
صخره‌پرها یا صخره‌نوردها (نام علمی: Chaetops) نام تیرهٔ صخره‌نوردان (نام علمی: Chaetopidae) از راسته گنجشک‌سانان است.